# Geisselhiebe-Polka
Geisselhiebe-Polka (Geißelhiebe-Polka) (Colpi di frusta) op. 60, è una polka di Johann Strauss (figlio).
Durante i moti rivoluzionari del 1848, il giovane Johann Strauss si schierò a fianco dei rivoluzionari (al contrario del padre) e questa decisione mise il giovane compositore in una posizione delicata: il 6 dicembre di quell'anno venne convocato dalle autorità di polizia per rispondere alle accuse di aver eseguito, tre giorni prima, la Marsigliese (allora vietatissima) in un concerto pubblico nella locanda Zum Grünen Thor, nel quartiere di Josefstadt.
In sua difesa Strauss affermò che aveva accettato la richiesta del pubblico poiché un suo rifiuto avrebbe potuto provocare dei disordini a sfondo politico, e aveva quindi accettato con riluttanza. 
Aggiunse anche:
(Johann Strauss)
Sia prima che dopo la sua assoluzione, le posizioni politiche di Johann finirono sotto attacco del Kleine Geisselhiebe (Piccoli colpi di frusta), colonna del giornale viennese Die Geissel (La frusta). Dopo essersi liberato dalle accuse della polizia, Johann rispose con prontezza a questi attacchi, alla fine del mese di dicembre, con la sua allegra Geisselhiebe-Polka. Altrettanto rapidamente l'editore di Strauss, Pietro Mechetti, pubblicò l'edizione per pianoforte del lavoro il 12 gennaio 1849.
Nella sezione centrale della polka Strauss inserì alcuni frammenti di canti rivoluzionari, come la Marsigliese, Das Fuchslied (Il canto della volpe, una canzone studentesca molto in voga in quegli anni) e la risata beffarda del Lach-Chor (Coro della risata) tratto dal 1° atto dell'opera Der Freischütz di Weber.